# 진동굴성 생물
진동굴성 생물은 일생을 동굴 안에서만 살고 지하의 서식 공간 외에서는 절대로 찾아 볼 수 없는 생물을 말한다.

## 특징
바깥이 아닌 동굴 안이기 때문에 태양광선으로부터 몸을 보호할 필요나 적의 눈을 속이기 위한 보호색이 필요 없기 때문에 색소가 없어져서 몸의 색깔이 하얀색인 것이 많다. 그리고 먹이가 절대적으로 부족한 환경에 적응하여 에너지를 보존하는 데도 뛰어나서 아주 적은 양의 먹이로도 살 수 있다. 갑각류, 톡토기류, 갈루아벌레류, 장님좀딱정벌레, 장님송장벌레, 장님굴노래기, 잔나비거미류 등이 여기에 속한다.

## 같이 보기
- 호동굴성 생물
- 주기성 생물